# Köse
Köse là một huyện thuộc tỉnh Gümüşhane, Thổ Nhĩ Kỳ. Huyện có diện tích 471 km² và dân số thời điểm năm 2007 là 7270 người, mật độ 15 người/km².